# Linac 2
A Linac 2 a CERN ma is működő lineáris gyorsítója. 1978. szeptember 6-án szolgáltatott először 50 MeV-es protonokat. A tervek szerint 2017–2018-ban a Linac 4 lép majd a helyére.

## Felépítése
Az 1970-es években a tervezett PSB bemenő igényeinek elérését az 1950-es évek óta működő Linac 1 a fejlesztések ellenére sem tudta kielégíteni, ezért 1973-ban elhatározták egy új lineáris gyorsító, a Linac 2 megtervezését, amely egy három Alvarez-tartályból álló driftcsöves gyorsító. amely egy három Alvarez-tartályból álló driftcsöves gyorsító. A driftcsövekben kvadrupól gondoskodik a fókuszálásról. 1978. szeptember 6-án hozott létre először 50 MeV-es protonnyalábot. 1 hónap alatt sikerült a nyaláb intenzitását megnövelni, majd október 6-án adott át tesztüzemmódban először a PSB-nek protonokat.
A protonforrás egy 300 mA-es áramot leadni képes duoplazmatron, amelynek a protonjait kezdetben egy 750 kV-os kaszkádgyorsítóval gyorsították, később ezt kicserélték egy 750 keV-es rádiófrekvenciás kvadrupólra.

## Alkalmazása
1979-től 50 MeV-es protonokat szolgáltat a PSB-nek 150 mA áramerősséggel, s azon keresztül az ISOLDE, az Antiprotonlassító és az LHC ellátásáról is gondoskodik.